# Tim Whiskeychan
Tim Whiskeychan, né en 1968 à Chibougamau au Québec, est un artiste cri établi à Waskaganish, dans le Nord-du-Québec.

## Biographie
Tim Whiskeychan naît en 1968 à Chibougamau. Il est adopté par Harry et Laura Whiskeychan et vit à Chapais jusqu’à l’âge de 17 ans. Il découvre le dessin à l’école primaire, encouragé par son enseignante de maternelle. Issu d’une famille très nombreuse, ses parents lui offrent le matériel nécessaire et soutiennent sa passion pour les arts. Il accompagne aussi régulièrement son père Harry en forêt, qui l’initie aux pratiques traditionnelles cries. Il poursuit sa scolarité à Waswanipi et à Waskaganish, où il perfectionne ses techniques artistiques en autodidacte.
Après ses études, il travaille dans le domaine du graphisme pour une firme de Val-d’Or, puis au sein de la firme de graphisme crie, Ushtaau.
En 2013, Tim Whiskeychan est choisi par la Monnaie royale canadienne pour illustrer une pièce de monnaie de 5$ en édition limitée. Celle-ci, lancée en septembre 2014, illustre une scène de chasse à la bernache du printemps, une activité traditionnelle crie dans le Nord-du-Québec. Tim Whiskeychan est le premier artiste cri à réaliser une commande pour la Monnaie royale Canadienne,.
Ayant grandi au sein d’une famille crie et à Chapais, Tim Whiskeychan parle le cri, l’anglais et le français.

## Démarche artistique
Tim Whiskeychan pratique principalement la peinture à l’acrylique, mais intègre aussi le dessin et la sculpture. Sa démarche est centrée autour de la culture et du mode de vie traditionnel des Cris d’Eeyou Istchee, ainsi que de la faune locale. Il s’intéresse particulièrement aux représentations de l’outarde. En 2021, on recense une vingtaine d'œuvres d'art publiques dans le Nord-du-Québec attribuées à cet artiste.

## Expositions
- 2011-2012 : participant à l’exposition 11 Nations, Espace Gilles-Carles à Montréal[1].
- 2017 : participant à l’exposition Mythes, contes et légendes du Canada, Musée du Bronze d'Inverness[7].